# Mamihlapinatapai
Mamihlapinatapai (a veces escrita incorrectamente como mamihlapinatapei) es una palabra del idioma yagán, hablado por los nativos yaganes de la Patagonia chilena y argentina, listada en el Libro Guinness de los Récords como la «palabra más concisa del mundo», y está considerada como uno de los términos más difíciles de traducir. Describe «Una mirada entre dos personas, cada una de las cuales espera que la otra comience una acción que ambas desean pero que ninguna se anima a iniciar».

## Cronología
El misionero y lingüista británico Thomas Bridges pasó más de veinte años desde 1860 recopilando palabras del idioma yagán en Ushuaia para formar un diccionario de traducción al inglés. Sin embargo, mamihlapinatapai no aparece entre las cerca de 32 000 palabras de su diccionario, quizás porque era poco usada o porque quería incluirla en la tercera edición en la cual estaba trabajando cuando falleció en 1898, pues dicha palabra sí aparece descrita en uno de sus esbozos. Además sí registró la palabra ihlapi como «confundido» o «incómodo»; y según el lingüista Yoram Meroz —uno de los pocos que han estudiado el idioma yagán—, de ahí se puede derivar ihlapi-na como «sentirse incómodo», ihlapi-na-ta «hacer sentir incómodo» y mam-ihlapi-na-ta-pai literalmente como «hacer que los demás se sientan incómodos». Y es que lingüistas modernos como Yoram Meroz o Jess Tauber advierten que Bridges tendía a utilizar ejemplos ilustrativos en lugar de simples definiciones, con el fin de que el lector se familiarizara con el significado; así que con la definición de mamihlapinatapai se obtuvo una «leyenda urbana lingüística».

## Morfología
Así la palabra mamihlapinatapai (o 'ma(m)-ihlvpi-:n-at-a:pai') consta de un prefijo ma(m)- de corte reflexivo pasivo (marcado por la segunda m antes de una partícula iniciada por vocal); la raíz ihlapi, que significa ‘estar confundido sobre lo que hacer después’; seguida por el sufijo condicionante -n y por el sufijo -at(a), que implica ‘logro’; y coronada por -apai, que al ser compuesto con ma(m) adquiere un significado de reciprocidad.

## Uso
El término es usado en libros y juegos de la teoría de juegos asociado con el  dilema del voluntario.
También es referenciado en Definiendo el mundo en una discusión acerca de las dificultades que enfrentaba Samuel Johnson tratando de llegar a definiciones sucintas, hasta precisas de las palabras.